# Robin Irwin
Pour les articles homonymes, voir Irwin.
Robin Irwin est un homme politique fidjien.

## Biographie
Diplômé de l'École vétérinaire de l'université d'Édimbourg, il ne devient pas vétérinaire mais se lance dans le tourisme et établit un port de plaisance à Savusavu. Chef de l'entreprise Kilowen Fiji, en 2005 il entreprend la construction d'un village de vacances en partenariat avec l'entreprise d'investissements publics de l'État fidjien.
Il est candidat indépendant aux élections législatives fidjiennes de 2001 dans la circonscription ethnique « Nord-Est » réservée aux « électeurs généraux », c'est-à-dire les citoyens issus de petites minorités ethniques. Avec 15,8 % des voix, il n'est pas élu. Il se présente à nouveau dans cette circonscription aux élections de 2006. Les Fidji appliquent un système de vote alternatif, et Robin Irwin, qui n'est classé premier que par 17,2 % des électeurs (contre 40,2 % pour le député sortant David Christopher), est élu grâce à la répartition des préférences des votants. Bien qu'ayant battu le candidat du gouvernement, il s'aligne immédiatement sur le gouvernement de droite ethno-nationaliste de Laisenia Qarase, qui le nomme alors ministre des Services publics et des Infrastructures. Confronté à une crise d'approvisionnement en eau du robinet à Suva, Nausori et aux alentours, y compris à son propre domicile, il décide, avec l'aval du gouvernement, de privatiser le service de l'eau, mais est vivement critiqué par l'opposition parlementaire et par les organisations des droits de l'homme lorsqu'il admet que la privatisation ferait passer le coût de l'eau potable pour le consommateur de un cent par litre à près de deux dollars par litre.
Le gouvernement est renversé par le coup d'État militaire de décembre 2006.